# Jakangänget
Jakangänget var en löst fogad sammanslutning av raggare från Stockholms nordvästra förorter i huvudsak aktiva från slutet av 1950-talet till slutet av 1970-talet. Vissa sammanstötningar skedde med ordningsmakten men det fanns en uttalad policy mot användning av droger. Gänget var förankrat i arbetarrörelsen och SSU. 1970 förvärvades delar av Bolinders fabrikslokaler vilket ombildades till klubblokalen Villa 13. Raggargänget var embryo till Jakobsbergs Bilsportförening.